# Гай Сервилий Ватия
Гай Серви́лий Ва́тия (лат. Gaius Servilius Vatia; родился до 160 года до н. э. — умер после 115 года до н. э.) — римский политический деятель.

## Биография
Гай Сервилий принадлежал к плебейской ветви знатного рода. Предположительно его отцом был Марк Сервилий, который в 181 году до н. э. был военным трибуном. Возможно, Ватия занимал должность монетария в 136 и 127 годах до н. э. Примерно в 115 году он был претором и управлял Македонией. Больше о его жизни ничего неизвестно.
Ватия был женат на дочери Квинта Цецилия Метелла Македонского. Его сыном был Публий Сервилий Ватия, получивший за свои военные победы агномен Исаврик.